# Barnhausen
Barnhausen ist ein Ortsteil der Stadt Borgholzhausen im Kreis Gütersloh, Nordrhein-Westfalen. 

## Geschichte
Die Bauerschaft Barnhausen gehörte bis zur Franzosenzeit zur Vogtei Borgholzhausen im Amt Ravensberg der Grafschaft Ravensberg. Von 1807 bis 1810 gehörte Barnhausen zum Kanton Halle des Königreichs Westphalen und von 1811 bis 1813 zum Kanton Dissen im französischen Département der oberen Ems. 1816 kam die Gemeinde Barnhausen zum Kreis Halle. Im Kreis Halle gehörte die Gemeinde zum Amt Borgholzhausen.
Am 1. Oktober 1928 bildete Barnhausen zusammen mit der Gemeinde Winkelshütten und dem Gutsbezirk Brincke die neue Gemeinde Brincke, die im Jahr 1929 in Barnhausen umbenannt wurde. Am 1. Juli 1969 wurde die Gemeinde durch das Gesetz zur Neugliederung von Gemeinden des Landkreises Halle in die Stadt Borgholzhausen eingegliedert. Am 1. Januar 1973 wurde die Stadt Borgholzhausen mit Barnhausen dem Kreis Gütersloh angeschlossen.

## Einwohnerentwicklung
Nachfolgend dargestellt ist die Einwohnerentwicklung von Barnhausen in der Zeit als selbständige Gemeinde im Kreis Halle (Westf.) und als Ortsteil (Angaben seit 2006). Die Zahlen schließen den Gutsbezirk Brincke und die Gemeinde Winkelshütten mit ein.
| Jahr | Einwohner |
| ---- | --------- |
| 1817 | 1093      |
| 1900 | 0989      |
| 1939 | 0735      |
| 1946 | 1132      |
| 1961 | 0864      |
| 1965 | 0870      |
| 2006 | 0915      |
| 2012 | 0812      |
| 2019 | 0934      |
| 2022 | 0914      |